# Isterband

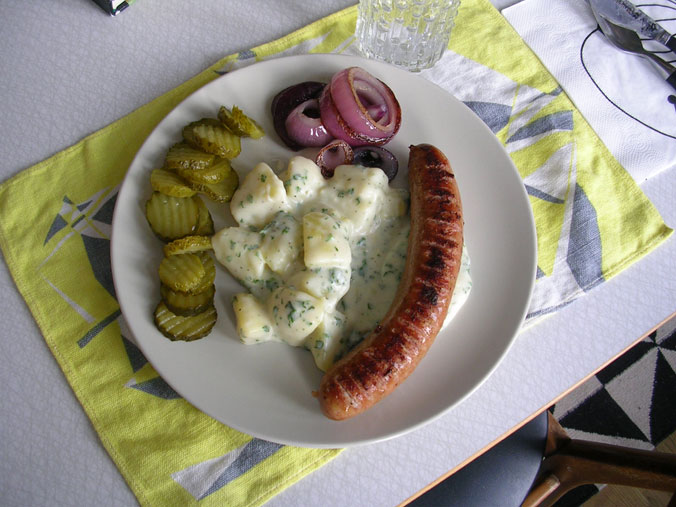
Isterband mit gedünsteten Kartoffeln und eingelegten Gurken

Isterband ist eine schwedische Wurstsorte, die hauptsächlich im südöstlichen Teil des Landes in der Gegend von Kalmar verbreitet ist. Ister ist die schwedische Bezeichnung für Schmalz.
Isterband ist  eine grobkörnige Wurst mit etwas säuerlichem Geschmack. Der Inhalt besteht in der Regel aus Schweine- und Rindfleisch, Graupen, Kartoffeln und eventuell Brühe, der Wassergehalt darf 60 % nicht übersteigen.  Die Wurstmasse wird in einen mittleren Schweinedarm gepresst, gesalzen und an der Luft getrocknet, wobei der säuerliche Geschmack entsteht.  Es gibt auch eine leichtgeräucherte Variante. Zum Verzehr wird die Wurst gebraten und traditionell mit Kartoffelbrei und Roter Bete serviert. Isterband ist oft  Bestandteil des schwedischen smörgåsbord.